# Atorada jezik
Atorada jezik (ator’ti, atorai, dauri; ISO 639-3: aox), jezik Atorai Indijanaca iz jugozapadne Gvajane i sjevernobrazilske države Roraima. Danas se njime služi nepoznat broj osoba starijih od 50 godina.
Uz atorai u upotrebi je i wapishana [wap] u Gvajani i portugalski [por] u Brazilu.
Prema Guppyju (u Wai-Wai; through the forests north of the Amazon) Atoradi su nestali u epidemijama uvezenih bolesti, a njihova populacija s plemenom Daurai iznosila je dvije stotine ili više 1837.

## Vanjske poveznice
- Ethnologue (14th)
- Ethnologue (15th)